# 夸斯普德
夸斯普德是哥倫比亞的城鎮，位於該國西南部，由納里尼奧省負責管轄，距離首府帕斯托118公里，始建於1600年，面積52平方公里，海拔高度3,047米，2005年人口8,108。
0°51′57″N 77°43′46″W / 0.865833°N 77.7294°W